# La Spezia (província)
A província de La Spezia é uma província italiana da região de Ligúria com cerca de 215 137 habitantes, densidade de 244 hab/km². Está dividida em 32 comunas, sendo a capital La Spezia.
Faz fronteira a norte com a região da Emília-Romanha (província de Parma), a este com a Toscana (província de Massa-Carrara), a sul com o Mar Ligure e a oeste com a província de Génova.